# Microsoft Windows 7
Microsoft Windows 7 gehört zur Windows-Familie von Betriebssystemen mit grafischer Benutzeroberfläche des US-Unternehmens Microsoft. Es erschien am 22. Oktober 2009 und ist der Nachfolger von Windows Vista. Die Unterstützung von Windows 7 und damit die Belieferung mit Sicherheitsupdates wurde am 14. Januar 2020 eingestellt.
Unter den Windows-Betriebssystemen lag weltweit der Marktanteil von Windows 7 im September 2024 noch bei 2,84 Prozent. Zum selben Zeitpunkt betrug der Wert für die beiden Windows 7-Nachfolger Windows 8/8.1 zusammen nur 0,96 Prozent.

## Entwicklung

### Entwicklungsgeschichte
Während das Unternehmen eine Betriebssystemversion mit dem Codenamen Longhorn entwickelte, die später als Windows Vista veröffentlicht wurde, begann Microsoft zunächst unter dem Codenamen Blackcomb, ab 2006 als Vienna, die Entwicklung der nachfolgenden Version. Im Oktober 2008 gab der Hersteller „Windows 7“ als Namen für das Nachfolgesystem von Windows Vista bekannt.

### Versionsnummer
Die interne Versionsnummer von Windows 7 ist NT 6.1. Microsoft begründet die seltsame Nummerierung damit, dass man von der internen Versionsnummer 7.0 Abstand nehmen müsse, damit für Windows Vista geschriebene Programme auf Windows 7 weiterhin lauffähig blieben. Da sich Windows Vista und 7, abgesehen von zahlreichen Bugfixes und einer neuen Oberfläche, sehr ähnlich sind, kann die Nummer im Produktnamen auch ohne jeden Zusammenhang mit der Version interpretiert werden: Man entschied sich nach Angabe von Microsoft zum einen wegen der Zahlensymbolik für Sieben, als auch aus dem Grund, dass Windows 7 nach der unternehmenseigenen Zählweise die siebte Windows-Produktserie sei:
Windows 1
Windows 1.0
Windows 2
Windows 2.0
Windows 3
DOS-Linie: Windows 3.x: 3.0 und 3.1/3.11
NT-Linie: Windows NT 3.1, Windows NT 3.5, Windows NT 3.51
Windows 4
DOS-Linie (integriert): Windows 9x: 95 (4.0), 98/98SE (4.10) und ME (4.90)
NT-Linie: Windows NT 4.0
Windows 5 (nunmehr NT-Linie)
Windows 2000 (NT 5.0), Windows XP (NT 5.1), Windows Server 2003 (NT 5.2)
Windows 6
Windows Vista (NT 6.0) und Windows Server 2008 (NT 6.0)
Windows 7
Windows 7 (NT 6.1) und Windows Server 2008 R2 (NT 6.1)

## Veröffentlichungen und Einstellung der Software
Die erste Vorabausgabe wurde am 28. September 2008 an die Teilnehmer der Professional Developers Conference (PDC) verteilt.
Anlässlich der Consumer Electronics Show 2009, die am 7. Januar begann, wurde eine Beta-Version offiziell für MSDN- und TechNet-Mitglieder zugänglich gemacht und anschließend am 9. Januar der Öffentlichkeit zum Download bereitgestellt (Build 7000).
Aufgrund des großen Interesses musste Microsoft den Download wegen Serverüberlastung zwischenzeitlich stilllegen, um die technische Infrastruktur zu erweitern. Das Download-Limit von 2,5 Millionen Downloads wurde danach aufgehoben und die Verfügbarkeit der Software bis zum 24. Januar festgelegt. Einen Tag vor der Beendigung wurde der Zeitraum verlängert, somit konnte der Beta-Download bis 10. Februar begonnen und bis 12. Februar 2009 beendet werden.
In der ersten Beta-Phase wurde nur die Ultimate-Edition, die alle Funktionen des Betriebssystems enthält, zum Download angeboten. MSDN-Subscriptions-Inhaber und Microsoft-Connect-Mitglieder hatten auch Zugang zu anderen Editionen, beispielsweise Home und Professional. Die Laufzeit einer (aktivierten) Beta-Version war bis zum 1. August 2009 begrenzt. Nach der Beta 1 folgte keine weitere öffentliche Beta-Version.
Es folgte der Release Candidate, Build-Nummer 7100, welcher am 30. April für TechNet- und MSDN-Abonnenten und am 5. Mai 2009 für die Öffentlichkeit erschien. Die Laufzeit eines (aktivierten) Release Candidate war begrenzt bis 1. März 2010. Nach diesem Termin fuhr das Betriebssystem alle zwei Stunden automatisch herunter. Seit Anfang Juni 2010 verweigert der Release Candidate den Start endgültig.
Am 15. Juli 2009 wurde Windows 7 Home Premium in einer Vorverkaufsaktion zu einem Sonderpreis von 50 Euro in stark limitierter Zahl angeboten, es war in Deutschland zumeist innerhalb weniger Minuten vergriffen.
Am 22. Juli 2009 wurde die Fertigstellung des Betriebssystems bekannt gegeben, das intern bei Microsoft bereits am 13. Juli 2009 kompiliert und am 22. Juli 2009 nach erfolgreichem Abschluss aller Tests bei Microsoft als endgültige RTM-Ausgabe (Release To Manufacturing) mit der Build-Nummer 7600.16385 bezeichnet wurde. Großkunden mit Volumenlizenzen erhielten seit Anfang August Zugriff auf die RTM-Version, seit Mitte August war sie auch in verschiedenen Sprachen verfügbar. Inzwischen sind auch verschiedene Lizenzschlüssel für alle Editionen von Windows 7 im Internet vorhanden, mit denen man Windows 7 illegal aktivieren kann; diese bedienen sich der integrierten Option, die Microsofts Partner zur Massenaktivierung von Vorinstallationen nutzen (OEM-Preactivation).
Bis zum 22. Oktober 2009, dem internationalen Verkaufsstart, wurden alle Sprachpakete („Language Packs“) für Windows fertiggestellt.
Im Herbst 2014 kündigte Microsoft an, ab 31. Oktober des Jahres keine neuen Windows-7-Lizenzen an OEM-Partner zu liefern. Windows 7 Professional soll von diesem Stichtag allerdings nicht betroffen sein.
Seit dem 13. Januar 2015 wurde von Microsoft nur noch der erweiterte Support angeboten. Das heißt, es gab nur noch Sicherheitsupdates und Updates für kritische Lücken im System. Seitdem werden für Windows 7 keine Erweiterungen, neue Programme oder Verbesserungen mehr herausgegeben. Die Sicherheits-Updates wurden am 14. Januar 2020 eingestellt; damit wurde die Unterstützung für Windows 7 für Privatanwender vollständig eingestellt.
Mit dem kostenpflichtigen ESU-Programm (Extended Security Updates) kann der Support für Großabnehmer über das Volumenlizenzierungsprogramm bis maximal zum 10. Januar 2023 verlängert werden. Für Windows-Embedded-Standard-7-Systeme endet der Support am 10. Oktober 2023 und für Windows-Embedded-POSReady-7-Systeme endet der Support erst am 14. Oktober 2024.

## Editionen
Das Betriebssystem ist in sechs verschiedenen Editionen zu gestaffelten Lizenzpreisen erhältlich:
- Starter (für Wachstumsmärkte und Netbooks)
- Home Basic (für Schwellenländer)
- Home Premium (inklusive Media Center – für den breiten Markt)
- Professional (für kleinere Unternehmen und erfahrenere Anwender)
- Ultimate (vereint alle Funktionen der anderen Versionen, ausgenommen Starter)
- Enterprise (Umfang wie Ultimate; Vertrieb nur mit Volumenlizenzen an Firmen und Organisationen; Version der 90-Tage-Testversion)

Die Unterschiede liegen im Funktionsumfang, in der Reichweite der Lizenz und bei der Supportdauer. Die genannten Versionen sind auch als Upgrade von Windows XP erhältlich, erfordern aber jeweils eine Neuinstallation.

### Windows 7 Starter
Diese Edition ist die einzige Version, die nur als 32-Bit-Version verfügbar ist und bei der der Arbeitsspeicher auf maximal 2 GB beschränkt ist. Außerdem gibt es nur die Aero-Basic-Oberflächen und der vorinstallierte Windows Media Player ist in seiner Funktion eingeschränkt. So können im Windows Media Player beispielsweise keine DVDs abgespielt werden. Die Restriktion, dass außer systemgestarteten Prozessen (wie dem Desktop) maximal drei Benutzerprozesse gleichzeitig ausgeführt werden können, wurde im Vergleich zu den Starter-Editionen von Windows XP und Vista aufgehoben. Zudem lässt sich der Desktophintergrund nicht verändern. Die Oberfläche lässt sich zwar auf einem weiteren Monitor darstellen, der Darstellungsbereich lässt sich aber nicht durch einen zweiten Monitor erweitern bzw. vergrößern.
Diese Version ist ausschließlich (meist vorinstalliert auf Netbooks) als OEM-Lizenz erhältlich.
Grund für diese Einschränkungen ist, wie auch bei den Starter-Editionen von Windows XP und Vista, die Vorbeugung vor großflächiger Raubkopiererei in Entwicklungs- und Schwellenländern.

### Windows 7 Home Basic
Home Basic stellt eine in der Ausstattung verminderte Version von Home Premium dar. Es bietet Basisfunktionen und enthält kein Windows Media Center. Dafür ist der Windows Media Player enthalten. Home Basic und alle höheren Versionen unterstützen mehrere Monitore und ein schnelles Wechseln zwischen Benutzern ist möglich, jedoch unterstützt diese Edition maximal 4 GB Arbeitsspeicher in der 32-Bit-Version. In der 64-Bit-Version werden 8 GB unterstützt.

### Windows 7 Home Premium
Diese Version ist für den privaten Markt konzipiert, die Limitierung des Arbeitsspeichers beträgt 16 GB. Im Vergleich zu Home Basic hat sie einige zusätzliche Funktionen wie beispielsweise die Unterstützung von HDTV und das Abspielen und Schreiben von DVDs. Der Windows Media Player und das Windows Media Center sowie einige Spiele sind ab Home Premium enthalten.

### Windows 7 Professional
Diese Version von Windows 7 zielt vor allem auf den Unternehmensbereich und auf professionelle Anwender wie intensive Spieler mit eingebautem RAM-Speicher über 16 GB oder Benutzer mit weiterreichender Computererfahrung. Sie beinhaltet alle Funktionen der Home Premium Edition und besitzt, wie auch die weiteren Editionen Ultimate und Enterprise, eine Limitierung des Arbeitsspeichers von 192 GB. Sie unterstützt Windows Server Domains. Der XP-Modus erlaubt die Ausführung von Programmen, die unter Windows 7 sonst nicht funktionieren würden. Bei der Professional-Version müssen die Spiele wie Minesweeper, Solitär oder FreeCell erst in den Windows-Funktionen aktiviert werden. Der Spiele-Explorer hingegen ist standardmäßig aktiviert, da er nur ein spezieller Ordner im Windows-Explorer ist. Microsoft bot für die Editionen Professional und Enterprise nach Ablauf der Mainstream-Support-Phase eine Extended-Support-Phase an.

### Windows 7 Enterprise
Diese Version ist im Grunde ein Windows 7 Ultimate, das unter Volumenlizenz vertrieben wird. Wie bei der Professional-Version sind Spiele wie Minesweeper, Solitär oder FreeCell standardmäßig nicht installiert.

### Windows 7 Ultimate
Windows 7 Ultimate enthält die Funktionen aller anderen Versionen und richtet sich an Kleinunternehmer, die ihren PC privat und geschäftlich nutzen, sowie an Privatanwender, die ihren Rechner sowohl zu Hause als auch im Unternehmensnetzwerk betreiben. Ultimate bietet zusätzlich unter anderem die Festplattenverschlüsselung BitLocker und das Starten von virtuellen Festplatten im VHD-Format. Auch ermöglicht es dem Anwender, jederzeit die Systemsprache zu ändern.

### N-Editionen
In den N-Editionen von Windows 7 wurde der Windows Media Player nach der Vorgabe der Europäischen Kommission entfernt. Dieser lässt sich jedoch durch ein Media Feature Pack nachinstallieren.

## Neue und geänderte Komponenten
Mit Windows 7 hat Microsoft die Benutzeroberfläche des Betriebssystems und einiger Anwendungen zur Verbesserung der Benutzerfreundlichkeit überarbeitet. Verbessert wurden ebenfalls die Systemsicherheit und die Unterstützung alternativer Eingabemethoden (beispielsweise mit Tablet-PCs). Verglichen mit Windows Vista fühlt sich Windows 7 schneller an, obwohl es objektiv zwar oft, aber nicht immer, schneller arbeitet.

### Oberfläche
Optische Änderungen betreffen unter anderem die Gestaltung in Geometrien und Topologien der Taskleiste und des Desktop. In der Standardeinstellung ist die Taskleiste höher und größer als bei früheren Windows-Versionen und zeigt nicht nur offene Fenster an, sondern kann auch benutzt werden, um Anwendungen darauf abzulegen (ähnlich dem von Mac OS X bekannten Dock). Die Funktion der bisherigen Schnellstartleiste wird somit in die Taskleiste integriert (intern als „Superbar“ bezeichnet). Die Anzeige der Fenster in der Taskleiste ist schmaler geworden, da voreingestellt nur noch das Programmsymbol, nicht jedoch der Name bzw. Fenstertitel angezeigt wird. Außerdem werden mehrere Fenster desselben Programms als ein Icon zusammengefasst, dessen Schaltflächenrand dann mehrfach angezeigt wird, was eine Stapelung der Icons imitieren soll. Die Symbole lassen sich durch Klicken und Ziehen umordnen. Diese Standardeinstellungen können jedoch so verändert werden, dass auch das frühere Konzept mit einer beschrifteten Schaltfläche pro Fenster verfügbar bleibt.

Die überarbeitete Taskleiste in Windows 7

Miniaturansicht der geöffneten Fenster

Wird der Mauszeiger über ein Programmsymbol einer laufenden Applikation in der Taskleiste gezogen, so wird dazu eine Miniaturansicht des Fensters angezeigt. Zusätzlich können (wie beispielsweise beim Internet Explorer 8) auch alle geöffneten Registerkarten (Tabs) als einzelne Vorschau angezeigt werden. Diese Vorschau kann kleinere Funktionen (zum Beispiel „Zurück“, „Start/Pause“ und „Weiter“ beim Windows Media Player 12 und beim VLC media player) beinhalten. Sind von einer Anwendung mehrere Fenster geöffnet, so werden beim Zeigen auf das Programmsymbol alle Fenster nebeneinander als Vorschau gezeigt, dieses Merkmal muss vom jeweiligen Programm unterstützt werden. Die Vorschaufunktion ist als Teil von Aero in allen Windows-7-Versionen außer in der Starter-Edition enthalten und ist von anderen Desktop-Umgebungen bekannt.
Neu in Windows 7 ist eine Funktion namens „Aero Snap“, die das schnelle Anordnen von Fenstern erlaubt, indem man sie an verschiedene Bildschirmränder zieht. Dabei können die Fenster jeweils rechts bzw. links halbseitig platziert werden (rechter und linker Bildschirmrand), oder aber maximiert werden (oberer Bildschirmrand). Das Prinzip wurde mittlerweile von mehreren Programmen aufgegriffen, welche die Funktion auch für die älteren Windows-Betriebssysteme 2000, XP und Vista verfügbar machen oder die Funktionalität sogar erweitern.
Ein sichtbarer Unterschied zu Vista ist die transparent bleibende Titelleiste des Fensters im maximierten Zustand.

### Windows-Explorer
Der Windows-Explorer wurde um neue virtuelle Ordner namens Bibliotheken ergänzt, die Mediendateien aus beliebigen Ordnern des Dateisystems und von per Netzwerk verbundenen Computern als virtuelle Sammlungen zusammenfassen. So gibt es beispielsweise die Bibliotheken Musik und Bilder, die Audio- beziehungsweise Bilddateien von der ganzen Festplatte oder auch vom Heimnetzwerk beinhalten. Damit die Aufnahme eines Netzwerkspeichers in eine Bibliothek gelingt, muss sichergestellt sein, dass der Speicher von der Windows Search indexiert wird.
Zudem kann die Explorer-Suche durch eigene Datenquellen, wie Webservices und Datenbanken, erweitert werden (sogenanntes federated search). Diese können genauso wie Dateien Vorschauen und Miniaturansichten besitzen.
Die sogenannten Gadgets (von Microsoft Minianwendungen genannt) konnten bei der Vorgängerversion noch in einer Sidebar platziert werden, mit der sich die Gadgets leichter an den Rand des Desktops andocken ließen. Diese Sidebar wurde entfernt.

Aufgrund schwerwiegender Sicherheitslücken empfiehlt Microsoft seit 2012 aber, die Gadgets zu deaktivieren.
Das Einhängen von ISO-Dateien als virtuelles Laufwerk wird nur mit zusätzlichen Dienstprogrammen von Drittanbietern unterstützt. Windows 7 kann von Haus aus ISO-Abbilder zwar brennen, aber ohne das Herstellen eines physischen Mediums nicht direkt auf die darin enthaltenen Dateien zugreifen.

### Sicherheit
Das Sicherheitscenter von Windows 7 wurde gegenüber dem Vorgänger umstrukturiert und erneuert. Das in Wartungscenter umbenannte Programm kann den Status des Virenscanners und der Firewall überwachen und Systemsicherungen neu anlegen. Ab Windows Server 2008 R2 und Windows 7 unterstützt Windows standardmäßig eine biometrische Authentisierung mit Fingerabdrücken. Diese kann für den Zugang zum Betriebssystem oder zur Anmeldung, oder zur Rechteerhöhung für die Benutzerkontensteuerung genutzt werden.
Die Benutzerkontensteuerung (UAC), die beim Vorgänger wegen ihrer vielen Nachfragen vor Änderungen am System kritisiert wurde, ist in Windows 7 stufenweise einstellbar und standardmäßig auf ein niedrigeres Niveau gesetzt. Wie bei Windows Vista arbeitet der Anwender nach der Installation des Betriebssystems standardmäßig mit einem eingeschränkten Benutzerkonto und bekommt lediglich für Administrationsaufgaben vorübergehend höhere Rechte. In der Standardeinstellung arbeitet die UAC mit einer Whitelist von Systemprogrammen, die automatisch mit höheren Rechten versehen werden, wenn sie ausgeführt werden. Da Windows an der digitalen Signatur erkennen kann, ob es sich tatsächlich um eine Original-Datei handelt, die nicht durch Malware verändert ist, wurde hier ein Kompromiss beschritten. Allerdings kann sich so Schadware durch DLL-Injection bei Systemprogrammen Administratorrechte erschleichen, ohne eine UAC-Abfrage auszulösen. Nur die höchste Stufe der Benutzerkontensteuerung („Always notify“) entspricht der Standardeinstellung von Windows Vista, da hier die Whitelist deaktiviert ist. Alternativ können getrennte Konten für Administrator- und Standardnutzer angelegt werden.
Die Versionen Windows 7 Enterprise und Ultimate enthalten das Programm AppLocker, dessen Verwendung vom Bundesamt für Sicherheit in der Informationstechnik (BSI) für Arbeitsplatz-PCs angeraten wird. Mit diesem Programm ist es möglich, die Ausführung aller Programme zu verbieten, wobei feinkörnigere Rechte und Ausnahmen (digitales Zertifikat, Pfad, Dateihash, Herausgebername, Produktname, Dateiname, Dateiversion) festgelegt werden können.

### Multimedia
Windows 7 enthält mehr vorinstallierte Codecs als alle früheren Windows-Versionen; unter anderem werden H.264, MPEG-2, MPEG-4 (zum Beispiel DivX und Xvid) oder AAC nun ohne Fremdtreiber unterstützt. Selbiges gilt für die Containerformate MOV und MP4. Somit ist für viele Formate eine manuelle Nachinstallation eines entsprechenden Codecs nicht mehr erforderlich. Neu ist auch die Unterstützung von Farbprofilen mit Farbtiefen von 30 und 48 Bit.
Windows 7 wird mit dem Windows Media Player in Version 12.0 ausgeliefert. Dieser besitzt eine überarbeitete Oberfläche, bei der die Bibliothek und das Wiedergabefenster getrennt sind.
Das Windows Media Center wurde überarbeitet.

### Eingabemethoden und Geräte
Windows 7 unterstützt Multi-Touch. So kann etwa Paint mit mehreren Fingern bedient werden.
Eine neue Funktionalität für Geräte sind die device stages: Zum Gerät passend wird ein Fenster angezeigt, das häufige Aktionen für das Gerät (bei einem Mobiltelefon beispielsweise Organisation von Kontakten und Synchronisierung von Mediendateien) an einem zentralen Ort anbietet.

### Paint, WordPad und Rechner

Das überarbeitete WordPad mit einer Ribbon-Oberfläche

Die beiden Windows-Bestandteile Paint und WordPad wurden überarbeitet. Sie wurden mit einer Ribbon-Oberfläche wie in Office ausgestattet. Ferner kann WordPad jetzt Dokumente in den Formaten DOCX und ODF öffnen und speichern, dafür fällt das DOC-Format weg. Das Bildbearbeitungsprogramm Paint, welches in Windows Vista noch fast den gleichen Aufbau wie der in Windows XP enthielt, wurde erweitert und kann mehr Zwischenschritte zwischenspeichern, um fehlerhafte Änderungen rückgängig zu machen, und es sind einfache Sticker wie Pfeile, geometrische Formen oder Sprechblasen implementiert worden.
Der in Windows integrierte Taschenrechner wurde optisch überarbeitet und unterstützt jetzt unter anderem Maßeinheiten und finanzmathematische Berechnungen.

### Windows-Fotoanzeige

Die überarbeitete Windows-Fotoanzeige

Das in Windows XP eingeführte Programm Windows Bild- und Faxanzeige wurde besonders mit Windows Vista verbessert und in Windows-Fotogalerie umbenannt. In Windows 7 wurde es erneut optisch überarbeitet und erhielt seinen dritten Programmnamen. Die meisten Änderungen liegen in der Optik. So wurden zum Beispiel die Menüs in einer leicht geänderten Reihenfolge geordnet. Außerdem wurden in den Menüs die Icons entfernt. Die Windows-Fotoanzeige wird – so wie in Windows XP – wieder über DLL-Dateien geöffnet und nicht – wie in Windows Vista – über eine EXE-Datei.

### DirectX 11
Mit Windows 7 wurde DirectX 11 als neue Version der Programmierschnittstelle DirectX veröffentlicht. DirectX 11 umfasst zwar den Funktionsumfang der älteren Versionen, ist jedoch selbst nicht vollständig abwärtskompatibel zu bereits zum Beispiel auf DirectX 9 optimierten Programmen. DirectX 9 kann für derartige Programme neben DirectX 11 installiert werden.

### Weitere Neuerungen im Überblick
Neu ist unter anderem das Fehleraufzeichnungsprogramm psr.exe (Problem Steps Recorder). Es protokolliert nach seinem Start alle Mausklicks und weitere, für Programmierer und Supportmitarbeiter relevante Informationen und speichert diese als MHT-Datei. So soll es laut Microsoft auf einfache Art möglich sein, detaillierte Problemberichte zu erstellen.
Windows PowerShell ist in Windows 7 vorinstalliert. Dieses Merkmal enthält eine Entwicklungsumgebung für Kommandozeilen-Skripte. Damit bietet sie eine Alternative zu cmd.exe und ähnelt UNIX-Shells wie beispielsweise der Bash.

### Entfernte Komponenten
Einige Programme und Features, die Bestandteil der Vorgängerversion waren, sind in Windows 7 nicht mehr vorhanden oder wurden ausgelagert.
Entfernt wurden das klassische Startmenü, einige Funktionen der Taskleiste, Windows-Explorer-Features, Windows-Media-Player-Funktionen, einige Windows-Ultimate-Extras und das Spiel InkBall. Vier bekannte Anwendungen, wie die Windows-Fotogalerie, Windows Movie Maker, Windows-Kalender und Windows Mail, wurden in Windows 7 als Windows Live Essentials in ein separates Paket ausgelagert, das auf der Microsoft-Website kostenlos erhältlich ist.

## Systemanforderungen

Windows-7-Aufkleber bei Computern mit vorinstalliertem Windows 7

Windows 7 benötigt tendenziell etwas weniger Ressourcen als Windows Vista, dennoch sind die offiziell empfohlenen Mindestanforderungen etwas höher. Die Grafikkarten-Voraussetzungen hängen von den drei Grafikmodi (Visual-Designs) und der Auflösung ab. Dabei werden im Modus „Classic“ keine weiteren Anforderungen gestellt, in den Aero-Modi müssen jedoch noch weitere Voraussetzungen erfüllt werden.
| Architektur        | 32-Bit-x86 (IA-32)                                        | 64-Bit-x86 (x64)                                          |
| ------------------ | --------------------------------------------------------- | --------------------------------------------------------- |
| Prozessor          | 1-GHz-x86-Prozessor                                       | 1-GHz-x64-Prozessor                                       |
| Arbeitsspeicher    | 1 GB                                                      | 2 GB                                                      |
| Grafikkarte        | DirectX-9-Grafik-Prozessor mit WDDM 1.0 (Aero)            | DirectX-9-Grafik-Prozessor mit WDDM 1.0 (Aero)            |
| HDD freier Platz   | 16 GB freier Festplattenspeicher                          | 20 GB freier Festplattenspeicher                          |
| Optisches Laufwerk | DVD-Laufwerk (nur zur Installation mittels DVD/CD-Medien) | DVD-Laufwerk (nur zur Installation mittels DVD/CD-Medien) |

Windows 7 ist auf Netbooks besser nutzbar als Vista, wenn diese mindestens über einen 1-GHz-Prozessor sowie 1 GB Arbeitsspeicher verfügen. Es ist jedoch langsamer als das acht Jahre ältere Windows XP.

## Kompatibilität
Windows 7 soll laut Microsoft zu fast jeder Hard- und Software, die unter Vista lauffähig war, kompatibel sein. Im Vergleich zu früheren Windows-Versionen gibt es nicht mehr „zwingende“ und höhere „empfohlene“ Systemanforderungen, sondern nur noch einen Wert. Dieser entspricht den „empfohlenen“ Anforderungen von Vista. Microsoft stellt eine kostenlose Anwendung zur Verfügung, die Programme und Geräte auf Kompatibilität überprüft und auf notwendige Aktualisierungen hinweist. Im Februar 2010 veröffentlichte Microsoft zusätzlich eine Aktualisierung, die die Kompatibilität zu zahlreichen meist älteren Programmen verbessert.
Windows 7 Professional, Enterprise und Ultimate enthalten einen sogenannten XP-Modus. Dieser ist eine virtuelle Maschine mit einem speziell darauf abgestimmten Windows XP Professional. Sie wird mit Windows Virtual PC (intern Version 6.1) betrieben, einer für Windows 7 weiterentwickelten Version 6 von Virtual PC. Der XP-Modus wurde für Programme entwickelt, die selbst im Kompatibilitätsmodus nicht funktionieren. Die Kommunikation mit dem Hauptrechner wurde im Vergleich zu Microsoft Virtual PC bis Version 6.0 wesentlich vereinfacht. So stehen standardmäßig die Laufwerke des Hauptrechners als Netzlaufwerke zur Verfügung. Neue Laufwerke, die an den Hauptrechner angeschlossen werden, werden im XP-Modus automatisch erkannt und auch die Zwischenablage kann von Windows 7 und dem XP-Modus gleichzeitig verwendet werden. Ebenso werden USB-Geräte von der virtuellen Maschine erkannt. So lässt sich ältere USB-Hardware, für die es keine neuen Treiber gibt, innerhalb der virtuellen Maschine weiterhin nutzen. Auf 3D-Beschleunigung muss innerhalb der virtuellen Maschine jedoch verzichtet werden. Der Windows-XP-Modus ist somit für 3D-Spiele oder 3D-CAD nicht geeignet. Um den XP-Modus zu nutzen, wurde bis zu einer Aktualisierung im März 2010 ein Hauptprozessor mit AMD Virtualization oder Intel VT benötigt.
Erstmals erlaubte Microsoft Besitzern bestimmter Einzelplatzlizenzen, alternativ nicht nur den direkten Vorgänger der neuen Betriebssystemgeneration, sondern wahlweise den Vorvorgänger einzusetzen. Diese Downgrade-Option entfiel mit der Bereitstellung des ersten Service Packs für Windows 7.

## Verbreitung
Bereits vor der offiziellen Markteinführung am 22. Oktober 2009 war Windows 7 ein überwiegend positives Medienecho beschieden. Microsoft erreichte mit Windows 7 bis zum offiziellen Verkaufsstart einen Marktanteil von zirka 1,8 Prozent, fünf Wochen später hatte Windows 7 einen Anteil von 5 Prozent. Drei Monate nach der Veröffentlichung lag die Verbreitung von Windows 7 in Deutschland bei mehr als 20 Prozent, international bei 10 Prozent, was bereits mehr ist, als der Vorgänger Windows Vista jemals erreicht hatte. Der weltweite Marktanteil von Windows 7 liegt bei 38,5 Prozent (Stand Februar 2019) und damit sehr deutlich über dem des Nachfolgers Windows 8 mit nur noch einem Prozent Marktanteil sowie ebenfalls deutlich über dem Marktanteil von Windows 8.1 mit 4,9 Prozent.
Im ersten Verkaufsquartal konnte Microsoft über 60 Millionen Lizenzen von Windows 7 absetzen, das damit das bislang am schnellsten verkaufte Betriebssystem ist und so den Unternehmensgewinn im Vergleich zum Vorjahr um 60 Prozent gesteigert hat. Bis Anfang März 2010 wurden über 90 Millionen Lizenzen verkauft. Laut Microsoft wurde Windows 7 in den ersten 365 Verkaufstagen rund 240 Millionen Mal abgesetzt. Bis 26. Oktober 2012, dem Tag der Markteinführung des Nachfolgers, wurde Windows 7 über 670 Millionen Mal verkauft.

## Support und Aktualisierungen
Ursprünglich sollte der Support für Windows 7 planmäßig bis Anfang 2015 bis einschließlich zur Edition Home Premium sowie Ultimate (sog. Mainstream-Phase) und bis Anfang 2020 für die Editionen Professional und Enterprise (sog. Extended-Phase) von Microsoft bereitgestellt werden. Damit wären die an Privatkunden gerichteten Editionen nur geringfügig länger unterstützt worden als jene des Vorvorgängers Windows XP, dessen Supportende deutlich aufgeschoben wurde. Am 20. Februar 2012 gab Microsoft eine Verlängerung des Extended Support mit Sicherheits-Updates bekannt. So endete lediglich der Mainstream-Support am 13. Januar 2015. Am 14. Januar 2020 wurde dann der Support endgültig eingestellt. Monatliche Update-RollUps gab es seitdem nur noch gegen den Erwerb einer ESU-Lizenz (Extended Security Updates). Diese Möglichkeit stellte Microsoft aber nur Firmenkunden zur Verfügung, die Fachpresse nannte dabei Preise von etwa 200 € pro Rechner. Der Support wurde dann bis zum 10. Januar 2023 verlängert. Vereinzelt gelang es Crackern, die Updates auch ohne Lizenz zu installieren.
| Titel                | Build | Erscheinungsdatum | Supportende     |
| -------------------- | ----- | ----------------- | --------------- |
| RTM                  | 7600  | 22. Oktober 2009  | 9. April 2013   |
| Service Pack 1 (SP1) | 7601  | 22. Februar 2011  | 14. Januar 2020 |

### Service Pack 1
Das Service Pack 1 (SP1) wurde am 16. Februar 2011 von Microsoft über seine Entwicklerplattformen MSDN und TechNet für deren Mitglieder zum Download bereitgestellt. Das Service Pack hat eine Größe von bis zu 538 MB (32-Bit) bzw. 903 MB (64-Bit) und beinhaltet hauptsächlich die bis zu seiner Veröffentlichung publizierten Patches, aber auch mehrere kleine Stabilisierungen und Optimierungen. Das SP1 meldet sich mit der Build-Nummer 7601.
Das SP1 wurde für alle Anwender am 22. Februar 2011 über Windows Update zur Verfügung gestellt. Der Download der SP1-Datei für die manuelle Installation ist direkt über die Microsoft-Website möglich.
Seit dem 19. März 2013 wird das Service Pack automatisch und ohne Nachfrage über Windows Update verteilt. Ausgenommen davon sind Computer, die per System Center Configuration Manager (SCCM) oder WSUS-Server verwaltet werden.
2016 veröffentlichte Microsoft ein „Convenience Rollup“ für Windows 7, das alle bis dahin nach dem SP1 erschienenen Updates zusammenfasste. Von Medien und Anwendern wurden Parallelen zu einem „Service Pack 2“ gezogen, allerdings unterscheidet sich dieses Update von einem klassischen Service Pack, da es keine Veränderung des Support-Zeitraums auslöste und für die Anwender optional war.

### Gratis-Upgrade auf Windows 10
Ab 2015 verteilte Microsoft ein „optionales Update“, das den Windows-10-Downloader („GWX“ für englisch Get Windows 10) auf zahlreichen aktiven Windows-7-Systemen, je nach Einstellungen von Windows Update auch ungefragt, installierte. Damit warb Microsoft für das Gratis-Upgrade von Windows 7 SP1 und Windows 8.1 auf Windows 10, das ursprünglich und offiziell ein Jahr lang angeboten wurde. Auf kleinen Umwegen war es real jedoch noch bis 2023 möglich, gratis von Windows 7 auf Windows 10 zu wechseln.